# ایرانیان گرجستان
ایرانیان گرجستان (به گرجی: საქართველოს ირანელები) یک گروه قومی در گرجستان با ملیت ایرانی که در گذر زمان به گرجستان مهاجرت کرده‌اند یا در گرجستان از والدینی ایرانی زاده شده‌اند. ایرانیان گرجستان اکثراً شیعه می‌باشند [نیازمند منبع] و در شهر تفلیس پایتخت گرجستان زندگی می‌کنند.

## پیشینه
با به اوج رسیدن تحریم‌های بین‌المللی در سال ۲۰۱۲، گرجستان به دلایل مختلف یکی از کشورهای محبوب برای ایرانیانی بود که قصد اقامت، کار و سرمایه‌گذاری در کشورهای دیگر را داشتند.
از سال ۲۰۱۲ تا ۲۰۱۳ شمار ایرانیانی که به گرجستان سفر کردند شصت درصد افزایش یافت و به سالی صد هزار نفر رسید[نیازمند منبع] . در آن زمان رسماً بیش از شش هزار نفر ساکن گرجستان بودند [نیازمند منبع]
دفتر تحلیل و برنامه‌ریزی کمسیون دولتی مهاجرت گرجستان، در گزارشی که در سال ۲۰۱۷ منتشر کرد، بین سال ۲۰۱۵ تا ۲۰۱۶، ۱۱۲ ایرانی شهروندی گرجستان را گرفته‌اند و در همین مدت ۱۷۶۶ ایرانی به این کشور مهاجرت کرده‌اند که ۱۵۵۱ نفر از آنها برای کار اجازه اقامت گرفته‌اند. ۴۷ نفر هم با سرمایه‌گذاری اجازه اقامت گرفتند.
بین سال‌های ۲۰۱۲ تا ۲۰۱۶، شهروندان ایرانی ۱۷۱ زمین کشاورزی، ۲۰۴ زمین کشاورزی و ۳۹۹ آپارتمان یا خانه در گرجستان خریده‌اند. در همین مدت هر سال بین ۴۱ تا ۶۳ نفر درخواست پناهندگی کرده‌اند و بین ۸۵ تا ۳۰۹ مهاجر غیرقانونی شناسایی شده‌اند. در سال ۲۰۱۵ سه و در سال ۲۰۱۶ چهار ایرانی از گرجستان اخراج شده‌اند.
در همین مدت ایرانیان در صدر خارجیانی بوده‌اند که یا کسب و کاری را در گرجستان راه انداختند یا مالکیت و مدیریت کسب و کاری را بر عهده گرفتند (۷۱۱۰ نفر).
پس از خروج آمریکا از برجام گزارش شد که به دلیل "رعایت‌نکردن ضوابط FATF" حساب‌های بانکی بعضی از تجار ایرانی در گرجستان مسدود شده‌است و اجازه افتتاح حساب جدیدی به آنها داده نمی‌شود [نیازمند منبع].
بعضی از بانک‌های گرجستان هرگونه معاملات بانکی برای شهروندان ایرانی بدون کارت اقامت را ممنوع و حساب بعضی را مسدود کردند.
براساس قوانین گرجستان، اتباع خارجی می‌توانند با حداقل ۳۵۰۰۰ دلار آمریکا اقامت کوتاه مدت (یک ساله) این کشور را دریافت کنند [نیازمند منبع] که این اقامت در پایان دوره قابل تمدید است[نیازمند منبع].
دولت گرجستان از تیر سال ۱۳۹۲ موافقتنامه لغو ویزا بین ایران و گرجستان را یک طرفه باطل کرد اما این توافقنامه از بهمن ۱۳۹۴ دوباره به اجرا درآمد.